# Damien Perrinelle
Damien Perrinelle, né le 12 septembre 1983 à Suresnes, est un footballeur français évoluant au poste de défenseur. À la fin de sa carrière, il est consultant pour les médias et entraîneur.

## Biographie

### Joueur

#### Carrière en France
Damien Perrinelle est le fils du grand athlète Jean-Pierre Perrinelle, deux fois sélectionné aux Jeux Olympiques (1972 et 1976) sur 400 m haies et multiple champion et recordman de France, décédé en 2014. Il débute en 2001 à Amiens, mais c'est en 2004, sous le maillot de l'US Créteil, qu'il réalise son premier match en professionnel, lors de la 7e journée de Ligue 2. Malheureusement, son club s'incline un à zéro sur un malheureux but qu'il inscrit contre son camp. C'est contre Clermont Foot, lors de la même saison, qu'il marque son premier but, lors de la 18e journée, puis inscrit un nouveau but contre le Stade de Reims lors de la dernière journée.
Il signe ensuite à Clermont, en Ligue 2, où il ne marque aucun but au cours des 25 rencontres qu'il joue. Il s'engage alors pour la saison 2006-2007 avec Boulogne, qui se trouve à l'époque en National. Il s'impose comme titulaire mais ne trouve toujours pas le chemin des filets durant les 26 matchs de championnat qu'il dispute. À l'issue de la saison son équipe est promue en Ligue 2.
La saison suivante, en Ligue 2, est celle de la révélation pour Damien Perrinelle : il marque contre Reims en Coupe de la Ligue puis contre La Berrichonne de Châteauroux lors de la 9e journée de Ligue 2, et contre les Chamois niortais dans les ultimes minutes du championnat. Justement, grâce à ce dernier but, Boulogne n'est plus relégable, et c'est Niort qui est relégué. Damien réalise donc une saison 2007-2008 remplie en Ligue 2 où il dispute chaque rencontre de championnat.
La saison suivante il récidive en marquant l'un des quatre buts boulonnais face à Amiens, permettant au club de monter pour la première fois de son histoire en Ligue 1. En Ligue 1 il n'est pas titulaire au sein de la défense boulonnaise, mais, après un but refusé sur le terrain de l'Olympique lyonnais, il ouvre tout de même son compteur d'une tête puissante face à l'OGC Nice.
En juin 2010, Damien Perrinelle signe à Clermont Foot pour un contrat de trois ans, club où il avait évolué auparavant. Il quitte donc la Cote d'Opale et Boulogne où il a évolué quatre saisons. Fin janvier 2014, il signe en faveur du FC Istres. Après une demi-saison en Provence, Damien Perrinelle s'engage fin juillet au New York Red Bulls,.

#### Fin de carrière en Major League Soccer et en amateur en France
Il dispute sa première rencontre sous le maillot des Red Bulls de New York le 26 août 2014 en Ligue des champions lors de la victoire 2-0 de New York face au CD FAS, un des deux représentants du Salvador. Ne disputant que sept minutes de jeu lors de la saison régulière 2014, il profite de la blessure de Ronald Zubar pour s'imposer dans l'effectif new-yorkais la saison suivante où, associé à Matt Miazga en charnière centrale, il fait partie des joueurs clés de l'effectif sur lesquels s'appuie l'entraineur Jesse Marsch. En fin de contrat à l'issue de la saison 2017 et alors âgé de 34 ans, le défenseur français n'est pas prolongé par la franchise new-yorkaise. À 35 ans, il se lance un nouveau défi : le Racing en N3.
Après un passage au Touquet, Damien Perrinelle s'engage au Racing Club de France le 11 janvier 2019.

### Reconversion
De 2019 à 2020, il intervient régulièrement en tant que consultant sur RMC, notamment dans l'émission After Foot.
À l'été 2020, il est recruté par le centre de formation de l'AS Monaco. Il supervise les jeunes joueurs issus du Cercle Bruges, club filial.
Il y devient entraîneur de l'équipe réserve pour la saison 2022-2023.
En février 2024, il devient le premier adjoint d'Adi Hütter, entraîneur de l'équipe première de Monaco.

## Statistiques
| Saison                | Club                  | Championnat           | Championnat | Championnat | Coupe nationale | Coupe nationale | Coupe de la Ligue | Coupe de la Ligue | Compétition(s) continentale(s) | Compétition(s) continentale(s) | Compétition(s) continentale(s) | Séries | Séries | Total | Total |
| Saison                | Club                  | Division              | M.          | B.          | M.              | B.              | M.                | B.                | Comp.                          | M.                             | B.                             | M.     | B.     | M.    | B.    |
| 2004-2005             | US Créteil-Lusitanos  | Ligue 2               | 24          | 2           | 0               | 0               | 2                 | 0                 | -                              | -                              | -                              | -      | -      | 26    | 2     |
| Sous-total            | Sous-total            | Sous-total            | 24          | 2           | 0               | 0               | 2                 | 0                 | -                              | -                              | -                              | -      | -      | 26    | 2     |
| 2005-2006             | Clermont Foot 63      | Ligue 2               | 25          | 0           | 1               | 0               | 2                 | 0                 | -                              | -                              | -                              | -      | -      | 28    | 0     |
| Sous-total            | Sous-total            | Sous-total            | 25          | 0           | 1               | 0               | 2                 | 0                 | -                              | -                              | -                              | -      | -      | 28    | 0     |
| 2006-2007             | US Boulogne CO        | Ligue 2               | 26          | 0           | 2               | 0               | -                 | -                 | -                              | -                              | -                              | -      | -      | 28    | 0     |
| 2007-2008             | US Boulogne CO        | Ligue 2               | 38          | 1           | 2               | 0               | 2                 | 1                 | -                              | -                              | -                              | -      | -      | 42    | 2     |
| 2008-2009             | US Boulogne CO        | Ligue 2               | 24          | 3           | 1               | 0               | 2                 | 0                 | -                              | -                              | -                              | -      | -      | 27    | 3     |
| 2009-2010             | US Boulogne CO        | Ligue 1               | 11          | 1           | 1               | 0               | 1                 | 0                 | -                              | -                              | -                              | -      | -      | 13    | 1     |
| Sous-total            | Sous-total            | Sous-total            | 99          | 5           | 6               | 0               | 5                 | 1                 | -                              | -                              | -                              | -      | -      | 110   | 6     |
| 2010-2011             | Clermont Foot 63      | Ligue 2               | 36          | 3           | 4               | 0               | 2                 | 0                 | -                              | -                              | -                              | -      | -      | 42    | 3     |
| 2011-2012             | Clermont Foot 63      | Ligue 2               | 13          | 0           | 2               | 0               | 1                 | 0                 | -                              | -                              | -                              | -      | -      | 16    | 0     |
| 2012-2013             | Clermont Foot 63      | Ligue 2               | 24          | 1           | 1               | 0               | -                 | -                 | -                              | -                              | -                              | -      | -      | 25    | 1     |
| Sous-total            | Sous-total            | Sous-total            | 73          | 4           | 7               | 0               | 3                 | 0                 | -                              | -                              | -                              | -      | -      | 83    | 4     |
| 2013-2014             | FC Istres             | Ligue 2               | 13          | 0           | 0               | 0               | -                 | -                 | -                              | -                              | -                              | -      | -      | 13    | 0     |
| Sous-total            | Sous-total            | Sous-total            | 13          | 0           | 0               | 0               | -                 | -                 | -                              | -                              | -                              | -      | -      | 13    | 0     |
| 2014                  | New York Red Bulls    | MLS                   | 2           | 0           | 0               | 0               | -                 | -                 | LCC                            | 4                              | 0                              | 0      | 0      | 6     | 0     |
| 2015                  | New York Red Bulls    | MLS                   | 28          | 2           | 3               | 0               | -                 | -                 | -                              | -                              | -                              | 1      | 0      | 32    | 2     |
| 2016                  | New York Red Bulls    | MLS                   | 10          | 0           | 0               | 0               | -                 | -                 | LCC                            | 1                              | 0                              | 2      | 0      | 13    | 0     |
| 2017                  | New York Red Bulls    | MLS                   | 25          | 0           | 3               | 0               | -                 | -                 | -                              | -                              | -                              | 3      | 0      | 31    | 0     |
| Sous-total            | Sous-total            | Sous-total            | 65          | 2           | 6               | 0               | -                 | -                 | -                              | 5                              | 0                              | 6      | 0      | 82    | 2     |
| Total sur la carrière | Total sur la carrière | Total sur la carrière | 299         | 13          | 20              | 0               | 12                | 1                 | -                              | 5                              | 0                              | 6      | 0      | 342   | 14    |